# Pět spirituálních aspektů v čínské medicíně
Pojem pět spirituálních aspektů v čínské medicíně označuje tzv. pět duší (五神) náležících jinovým orgánům neboli orgánům cang (脏) v rámci systému orgánů Cang-fu.
Tento komplex pěti spirituálních aspektů formuje naší duši (čínsky Šen, 神) a charakterizuje pohled tradiční čínské medicíny na lidské tělo, mysl a ducha. Jinové orgány jsou zároveň fyziologickým základem výše zmiňovaných duší. Proto stav čchi a krve v našem těle může přímo ovlivnit naši mysl či ducha a naopak.
„Srdce je kořenem života a počátkem mysli, plíce jsou kořenem čchi a příbytkem pro tělesnou duši, ledviny jsou kořenem esence a sídlem vůle, játra jsou kořenem harmonizace a schraňují éterickou duši.“ 

## Pět aspektů

### Éterická duše (Chun)
Duše Chun (魂) náleží orgánu jater a dle západního konceptu vnímání přímo odpovídá tomu, co známe pod pojmem „duše“. Podle filozofie Čínské medicíny, Chun vstupuje do těla těsně po narození. Současně jako „éterická“ duše existuje v protikladu s duší tělesnou (Pcho), která je naopak více fyzického charakteru. Éterická duše je mimo to zodpovědná za náš spánek, plány, projekty či životní cíle.

### Tělesná duše (Pcho)
Duše Pcho (魄) je velmi úzce svázaná s fyzickým tělem. Lze ji charakterizovat jako somatické vyjádření naší duše. Má na starost veškerou fyziologickou aktivitu, čití, zrak, sluch, čich a chuť. „Tělesná duše se pohybuje a dosahuje věcí a (když je aktivní) můžeme cítit bolest a svědění.“ 
Provázanost duší Chun a Pcho pramení z filozofie dualistických principů jin a jang. V tomto vztahu reprezentuje jangový aspekt duše Chun, která je éterického, kosmického charakteru, a naopak jinový princip reprezentuje Tělesná duše čili Pcho. Dualistické schéma rovněž kategorizuje ducha Chun jako čistou, božskou a duši Pcho jako tzv. Kuej (鬼), což je čínské označení pro temné entity a duchy.
Tento vzájemný vztah mezi duší Chun a Pcho (a jejich rozdílnou povahu) můžeme pozorovat rovněž ve znakovém zápise. Čínský znak pro Éterickou duši 魂 se skládá ze dvou částí: 云 (jün, mraky) a 鬼. Můžeme proto usuzovat, že je povaha této duše éterická a jangová. Zatímco znak Pcho 魄 je složeninou částí 白 (paj, bílá) a 鬼. Bílá zde reprezentuje světlo přibývajícího měsíce, jakožto symbol jinové polarity, a zároveň se jedná o fonetikum napovídající výslovnost znaku.

### Síla vůle (I)
Duše I (意) je spojována se slezinou a naší kapacitou pro aktivity spojené s myšlením, studiem, koncentrací a memorováním. Kromě sleziny se na procesu uvažování a pamatování podílí orgán srdce.

### Intelekt (Č')
Duše Č' (志) náleží ledvinám a je důležitým činitelem, který nám dodává psychickou/mentální sílu a odhodlanost dosáhnout svých cílů.

### Mysl (Šen)
Šen (神) sídlí v srdci a přímo koresponduje s myslí. Kromě toho může však pojem Šen označovat celý komplex pěti duší, jakožto naší psychické a spirituální stránky, jelikož: „Chun, Šen, Pcho, I a Č' respektují Šen jako svého vládce, a proto jsou nazýváni Šen.“ Šen je tedy reprezentací jakéhosi císaře všech ostatních orgánů. Zároveň však důležitost součinnosti všech orgánů utváří přirozený stav vzájemné rovnosti. Některé klasické texty Čínské medicíny používají termín Šen taktéž pro popis našeho zevnějšku. Příkladem může být Šen ve tváři, čímž se rozumí přirozený lesk, pružnost pokožky a zdravá barva což souhrnně indikuje zdraví a vitalitu. Kromě toho je srdce s duchem Šen zodpovědné za naše city, vědomí, uvažování, paměť a spánek.
- Mysl (Šen) je spojována se srdcem.
- Éterická duše (Chun) je spojována s játry.
- Tělesná duše (Pcho) je spojována s plícemi.
- Síla vůle (Č') je spojována s ledvinami.
- Intelekt (I) je spojován se slezinou.[1]

## (Tradiční) čínská medicína
Článek zde pracuje s názvem „čínská medicína“ namísto „Tradiční čínská medicína“, jelikož současná Tradiční čínská medicína je paradoxně post-Maoistickou, méně než stoletou verzí původní tisícileté tradice. Čínská medicína během Kulturní revoluce přišla o velké množství klasických textů a cenných zdrojů, byla těžce standardizována a okleštěna o některé tradiční praktiky, včetně vykořenění duchovna a spirituality. A proto je v rámci tohoto tématu vhodnější z názvu přívlastek „tradiční“ vypustit.